# Antoñanzas
Antoñanzas es un despoblado perteneciente al municipio de Munilla aunque se encuentra rodeado por el municipio de Arnedillo, en la comunidad autónoma de La Rioja (España).
Está situado en lo alto de un monte por lo que tiene unas vistas privilegiadas, y mucho viento. Aquí se cultivaba grano, patatas y legumbres y con sus abundantes pastos mantenían ganado lanar y cabrío.

## Demografía
Según antiguos censos, en 1860 había 13 casas habitables con 51 vecinos, en 1920 ya solo quedaban 20 habitantes y para 1960 ya solo quedaban allí 5. Ya en 1970 se la considera deshabitada por completo.
Una de las últimas familias que lo habitaban fue la familia de Saturnino Latorre, que abandonaron la aldea en 1960, para vivir en la localidad vecina de Arnedillo, y la familia de Anastasio Pérez.

## Galería de imágenes

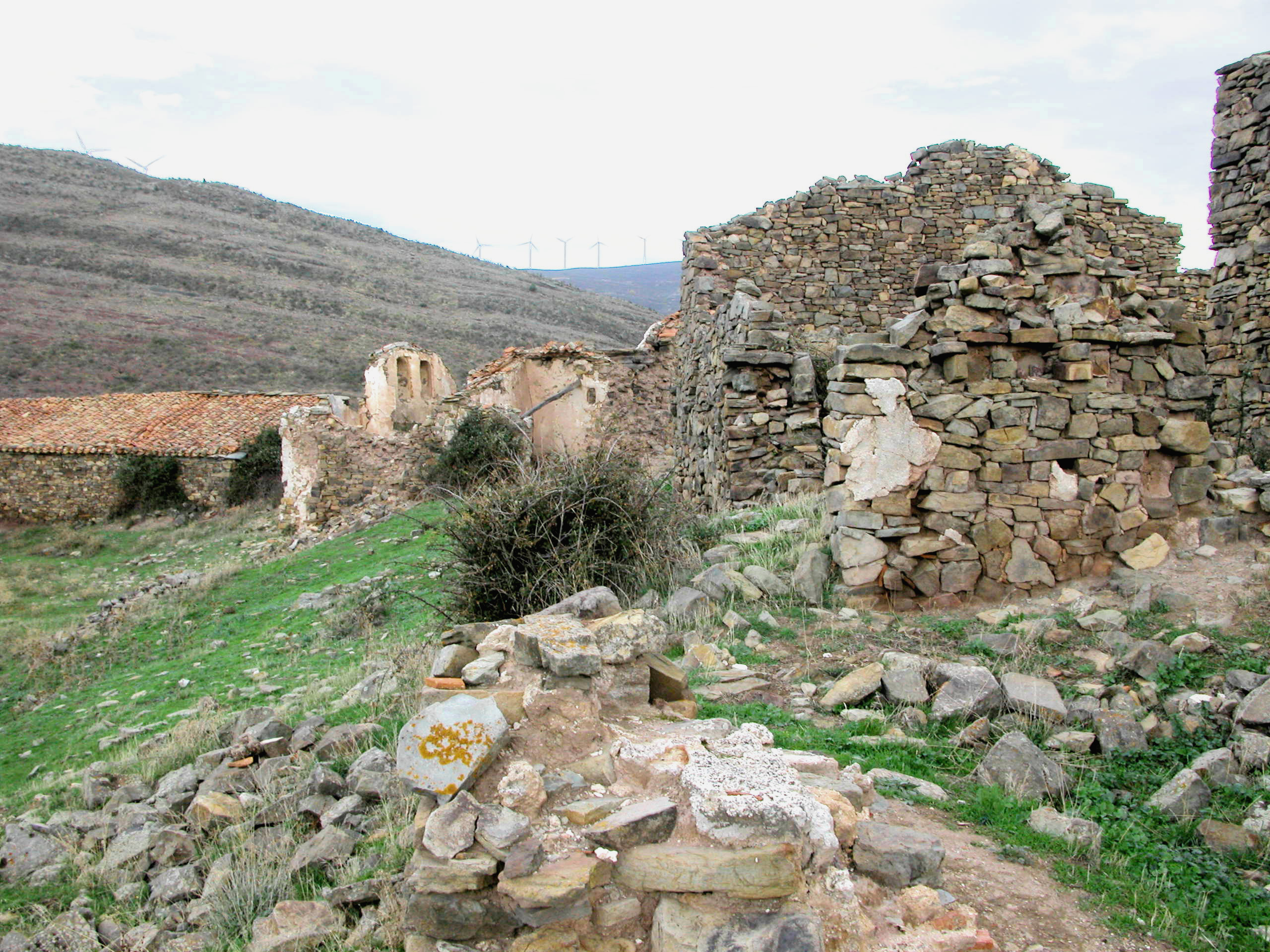
Vista del pueblo en ruinas. Al fondo, la espadaña de la iglesia.
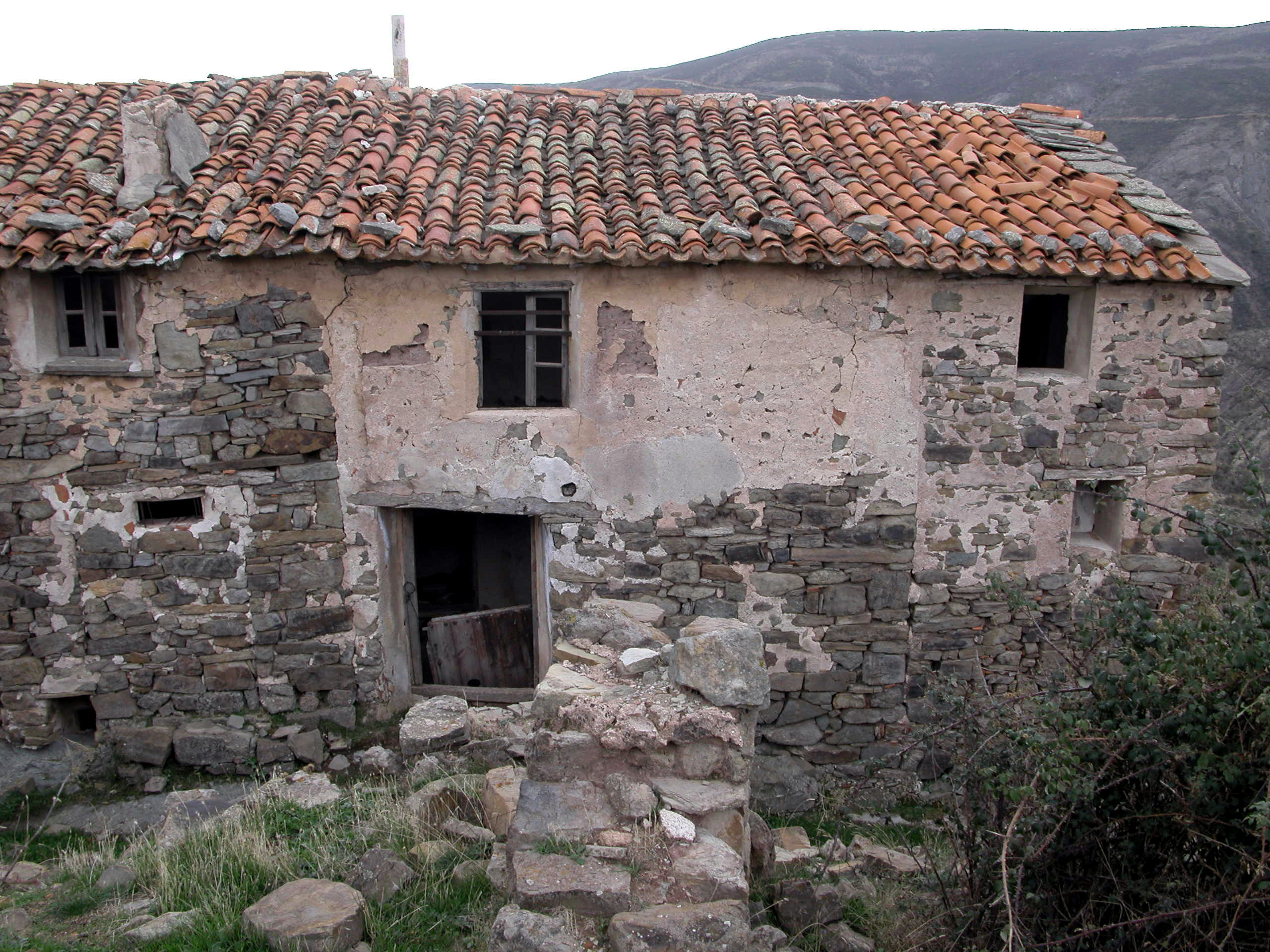
Una de sus casas que se resiste a caer.
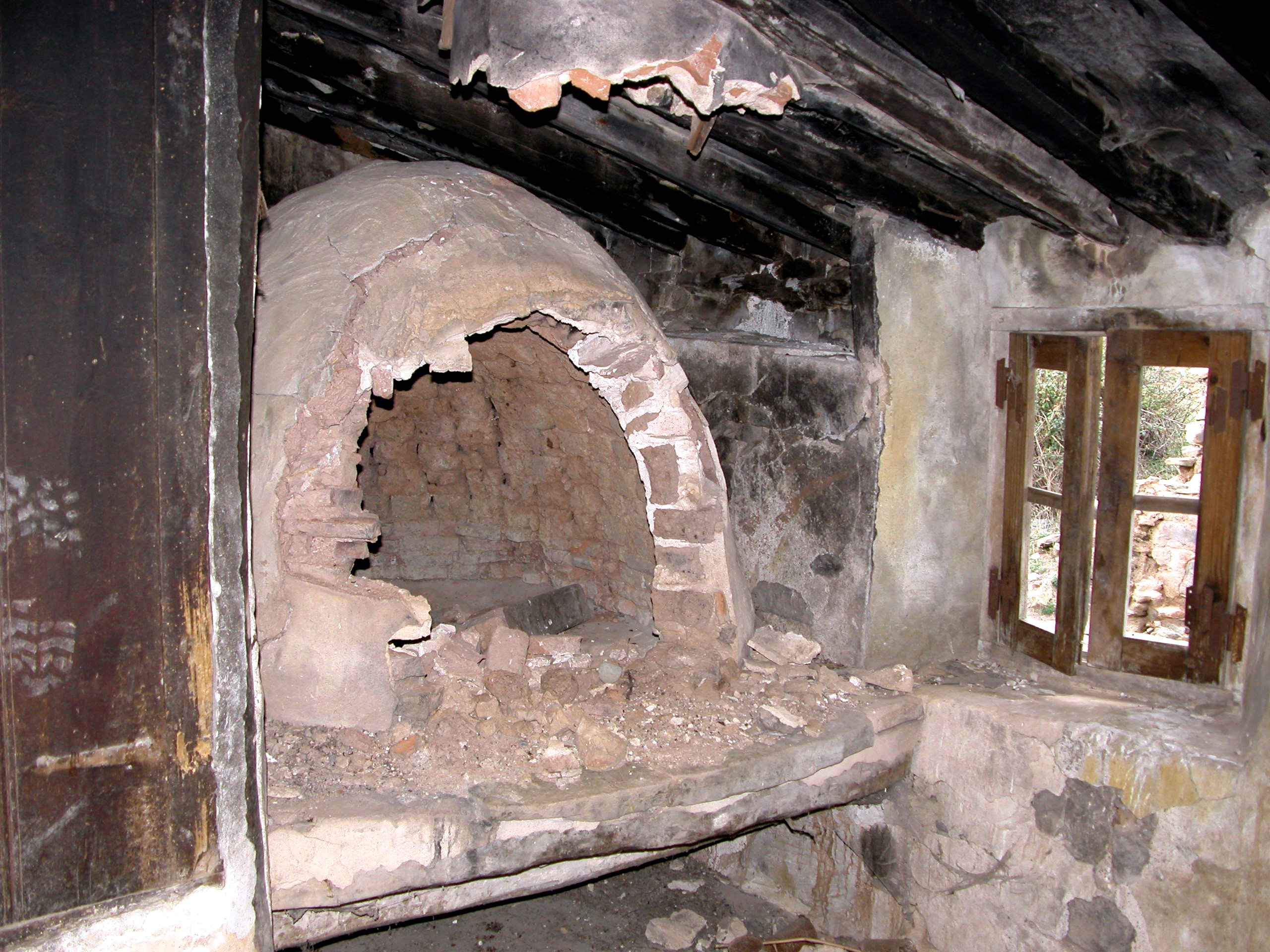
Horno de pan en el interior de una casa.
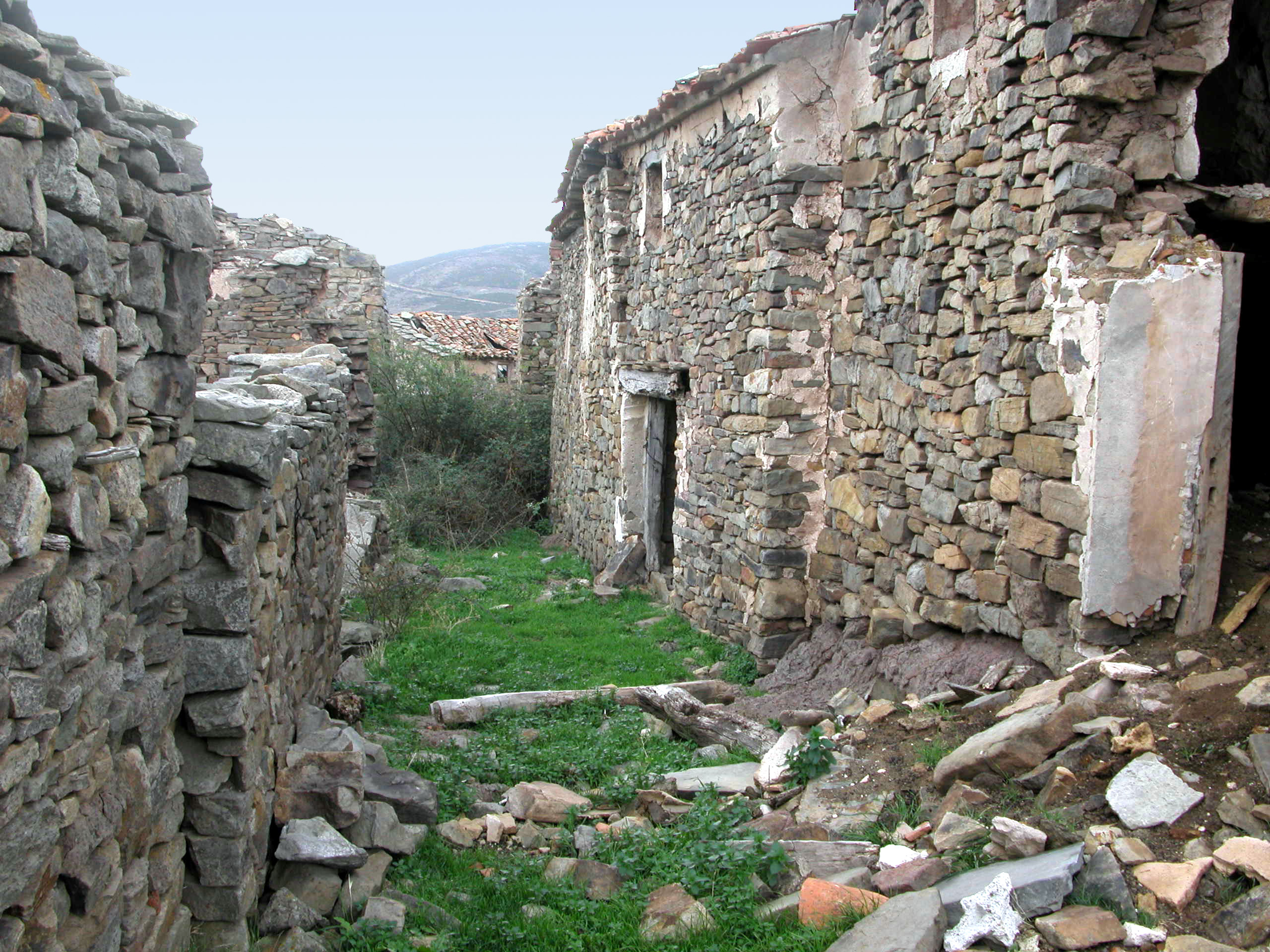
Una de sus calles.